# Erich Steinbrecher
Erich Steinbrecher (* 1882; † nach 1931) war ein deutscher Jurist, Ministerialbeamter und  sozialdemokratischer Politiker. Er stand während der Weimarer Republik von 1925 bis 1927 der Landesregierung von Schaumburg-Lippe vor.

## Leben
Der aus Königsberg stammende Jurist wurde 1903 Gerichtsreferendar und 1908 Gerichtsassessor. Während des Ersten Weltkriegs erfolgte 1915 die Einberufung des Staatsanwalts als Hauptmann der Reserve zum Kriegsdienst. In der Nachkriegszeit wurde er 1919 Staatsanwaltschaftsrat in Berlin und 1922 beamteter Staatsrat bei der Landesregierung des Freistaats Schaumburg-Lippe. Er trat in die Regierung des Kabinetts Wippermann ein. Da ihm der Freistaat Schaumburg-Lippe als Kleinststaat und Relikt einer dynastischen Tradition aus der Zeit vor der Novemberrevolution wenig tragfähig erschien, um modernen Ansprüchen an einen demokratischen Staat zu genügen, setzte er sich für einen Anschluss an den Freistaat Preußen ein. Mit diesem Ansinnen stieß er jedoch auf heftigen Widerstand von Seiten des abgesetzten Fürstenhauses Schaumburg-Lippe und weiten Kreisen der Bevölkerung, die trotz der wirtschaftlichen Krisenzeit unbedingt an der Eigenständigkeit des Landes Schaumburg-Lippe festhalten wollten. Vom 28. Mai 1925 bis zum 30. Juni 1927 fungierte Staatsrat Steinbrecher als Vorsitzender der schaumburg-lippischen Landesregierung in den Kabinetten Steinbrecher I und Steinbrecher II. Bei der Volksabstimmung über einen Anschluss an Preußen am 6. Juni 1926 stimmten 53,3 % der Wähler für einen Erhalt der Selbständigkeit des Freistaats Schaumburg-Lippe. Nach dieser politischen Niederlage bemühte sich Steinbrecher um seine Abberufung aus Bückeburg, die zum 1. Juli 1927 erfolgte. Danach war er bis 1931 Ministerialdirigent im Preußischen Innenministerium in Berlin. Zudem war er auch bis 1931 stellvertretender Bevollmächtigter der preußischen Regierung beim Reichsrat. Später war er leitender Direktor bei der Deutschen Beamtenversicherung.